# Politiofeno

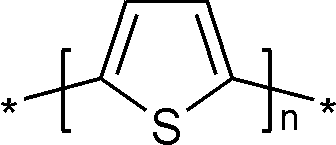
Unidad de repetición de un monómero de politiofeno no sustituido. Las estrellas indican los grupos de terminación de la cadena polimérica.

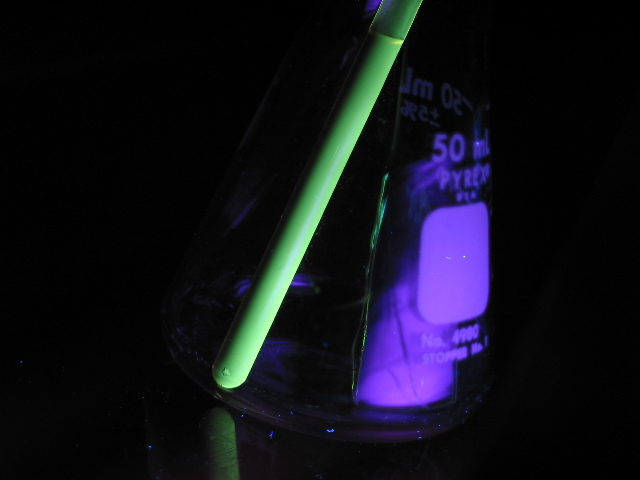
Los politiofenos muestran propiedades ópticas debido a su estructura conjugada, como lo demuestra la fluorescencia de una solución de politiofeno sustituido bajo irradiación UV.

Los politiofenos (PT) son una familia de polímeros (macromoléculas) resultado de la reacción de polimerización del tiofeno, un heterociclo sulfurado, que puede llegar a ser conductor cuando se le agregan o se le quitan electrones de los orbitales p conjugados por dopaje.
La propiedad más destacable de estos materiales, conductividad eléctrica, es el resultado de la deslocalización de electrones a lo largo de la cadena del polímero - de ahí su calificación a veces de «metales sintéticos». Sin embargo, no es la única propiedad interesante debido a la deslocalización de los electrones. Las propiedades ópticas dependen del efecto de los estímulos ambientales, con cambios drásticos de color dependiendo del disolvente, la temperatura, el potencial aplicado, y las uniones con otras moléculas. Los cambios de color y los cambios de conductividad son inducidos por el mismo mecanismo - la torsión del esqueleto del polímero, rompiendo su combinación - que los hace captores químicos, dando una amplia gama de respuestas electrónicas y ópticas.

## Breve historia
El estudio de los politiofenos - y más ampliamente la de los polímeros conductores - se ha desarrollado fundamentalmente en las últimas tres décadas, para verse confirmada con la obtención en el año 2000 del Premio Nobel de Química por Alan J. Heeger, Alan G. MacDiarmid y Hideki Shirakawa «por el descubrimiento y desarrollo de los polímeros conductores». Se han publicado un número importante de artículos de revistas sobre los PT, el primero de ellos data de 1981. Schopf y Koßmehl han publicado una revisión de la literatura publicada entre 1990 y 1994. Roncali descubrió la síntesis a través de la electroquímica en 1992, y las propiedades electrónicas de los PT sustituidos en 1997. Estos artículos son excelentes guías para conocer las publicaciones sobre los PT en las últimas dos décadas.

## Mecanismo de conducción y de dopaje
Los electrones están deslocalizados a lo largo de las cadenas conjugadas de los polímeros conductores, en general, por la superposición de los orbitales p, lo que resulta en un sistema π extendido con una banda de valencia llena. Al eliminar los electrones del sistema π (dopaje p), o mediante la adición de (dopaje n), se forma una unidad cargada llamada bipolaron (ver Figura 1).  El dopaje se produce en tasas significativas (de 20-40%) en la cadena de los polímeros conductores más que en los semiconductores (<1%). El bipolaron actúa como una sola unidad a lo largo de la cadena polimérica, y es responsable de la conductividad del polímero que se puede observar macroscópicamente. En algunas muestras de poli (3-dodeciltiofeno) dopadas con yodo, la conductividad puede llegar a 1000 S/cm. (en comparación, la conductividad de cobre es de aproximadamente 5,96 x 10 5 S/cm). En general, la conductividad del PT es menor de 1000 S/cm, pero no es necesaria mayor conductividad para muchas aplicaciones de polímeros conductores (ver aquí para ver ejemplos).
La oxidación del polímero conductor y la introducción de contra-iones (dopaje p) al mismo tiempo, puede ser hecha de forma química o electroquímica. Durante la síntesis electroquímica de un PT, los contra-iones disueltos en el disolvente se pueden asociar con el polímero cuando se depositan sobre el electrodo en su forma oxidada. Dopando el polímero durante su síntesis, una capa delgada se depositada en el electrodo negativo, el polímero conduce electrones del sustrato a la superficie de la película. Por otra parte, una película o una solución de polímero neutro pueden ser dopados post-síntesis.
La reducción del polímero conductor (dopaje n) es mucho menos corriente que el dopaje p. Un estudio preliminar de dopaje electroquímico ha demostrado que los niveles de dopaje n eran menos numerosos que los de dopaje p, los ciclos de dopaje n son menos eficaces, el número de ciclos necesarios para alcanzar el dopaje máximo es mayor, y el proceso de dopaje n parece ser cinéticamente limitado debido a la difusión de los contras-iones en el polímero.
Una amplia gama de reactivos se han utilizado para dopar los PT. El yodo y el bromo producen una alta conductividad pero son inestables y se evaporan lentamente del material Los ácidos orgánicos como el ácido trifluoroacético, el ácido propiónico y los ácidos sulfónicos producen PT con conductividades menores que las producidas por los halógenos, pero con estabilidades ambientales superiores.· La polimerización oxidativa con cloruro férrico puede dar lugar a un dopaje por el catalizador residual aunque los estudios en espectrometría de masa MALDI han demostrado que los poli (3-hexiltiofeno)s son también parcialmente halogenados por el agente oxidante residual.

## Aplicaciones
Muchas aplicaciones se han propuesto para los conductores PT, incluyendo las de transistores de efecto de campo, compuestos electroluminiscentes, células solares, películas fotoquímicas, materiales para la óptica no lineal, baterías y diodos. En general, podemos considerar dos categorías de aplicaciones de los polímeros conductores. Las aplicaciones estáticas que se basan en la conductividad eléctrica intrínseca de los materiales, combinada con la facilidad de procesamiento y las propiedades comunes a los polímeros. Las aplicaciones dinámicas utilizan las modificaciones de las propiedades ópticas y de conducción debidas tanto a la aplicación de potenciales eléctricos, o a los estímulos ambientales.

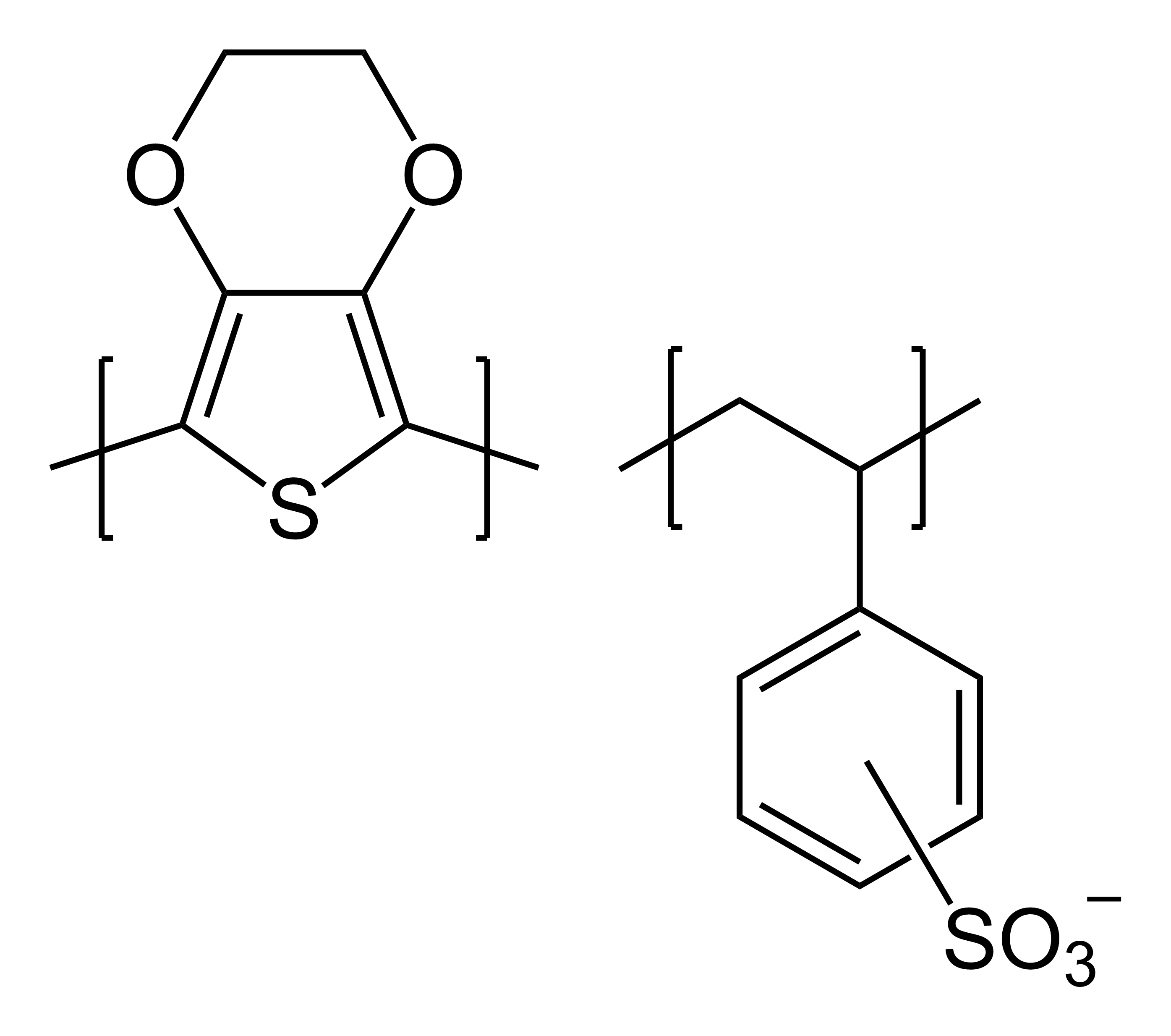
Figura 7. PEDOT-PSS (Baytron-P).

Citaremos como un ejemplo de aplicación estática el Baytron P basado en el poli(3,4-etilenodioxitiofeno)-poli(estireno sulfonato) (PEDOT:PSS) (Figura 7), usado ampliamente como recubrimiento antiestático (como material de embalaje para componentes electrónicos, por ejemplo). AGFA recubre 200×10 m de película fotográfica con Baytron debido a sus propiedades como agente antiestático. La fina capa de Baytron, a priori transparente e incoloro, evita la descarga electrostática durante el desenrollado de la película, y reduce la acumulación de polvo sobre el negativo después del tratamiento.
El PEDOT también se puede utilizar en aplicaciones dinámicas en las que un potencial es aplicado a la película de polímero. Las propiedades electroquímicas del PEDOT se utilizan para producir lentes y espejos que pueden convertirse en opacos o antirreflectantes con la aplicación de una corriente eléctrica. Una aplicación generalizada se da en las ventanas electrocrómicas, lo que podría hacer ahorrar miles de millones de dólares al año en los costes del acondicionamiento del aire. Por último, Phillips ha lanzado un teléfono móvil con un espejo PEDOT conmutable eléctricamente.
En el campo de células solares de polímeros, las estructuras basadas en PT como donadores de electrones (tipo p) y de fullerenos como aceptores de electrones (tipo n) se están estudiado muy activamente. Una unión PEDOT:PSS / C60 puede ser la solución, pero las uniones P3HT / PCBM son, con mucho, las más prometedoras.